# Morten Krogvold
Morten Krogvold, född 3 maj 1950 i Oslo, är en norsk fotograf. Han är bäst känd som porträttfotograf och har deltagit på en rad utställningar.

## Böcker
- 1982 Odd Hilt, Bilder gjennom 50 år Samarbete med Odd Koefoed, Norge
- 1983 Portretter/Portraits, Norge
- 1986 Det gjelder livet Landsforeningen mot kreft, Norge
- 1988 Oslobilder I samarbeid med Tove Nilsen, Norge
- 1993 Det avgjørende øyeblikk, Norge
- 1995 Du smiler til meg fra et falmet bilde Samarbeid med Margaret Skjelbred, Norge
- 1996 100 portretter fra slutten av de første 100 år I sambarbeid med Det Norske Filminstitutt, Norge (les mer..)
- 1997 No Barriers I samarbeid med Kon-Tiki Museum og Telenor. Norge
- 2000 Mannsbilder fra Bibelen I samarbete med Håvard Rem, Norge
- 2000 Det hvite hus I samarbeid med NRK
- 2000 Fotografier I samarbeid med Norges Sykepleierforbund Norge
- 2001 Images I samarbeide med Lexmark Norge
- 2002 Italienske hemmeligheter I samarbete med Ranveig Eckhoff, Norge
- 2003 Ansikt til Ansikt, för NRK Norge
- 2004 The Yara Story, utgiven av Yara International ASA Norway
- 2004 Kvinner Care, för Care Norge.
- 2004 Fattig Talt, I samarbete med Sosial-og helsedirektoratet
- 2005 Fattig Talt, -fra den andre siden I samarbete med Sosial-og helsedirektoratet
- 2006 Ansikt til Ansikt, för NRK Norge
- 2007 Photographs 1977-2007, Norge